# أبل 2

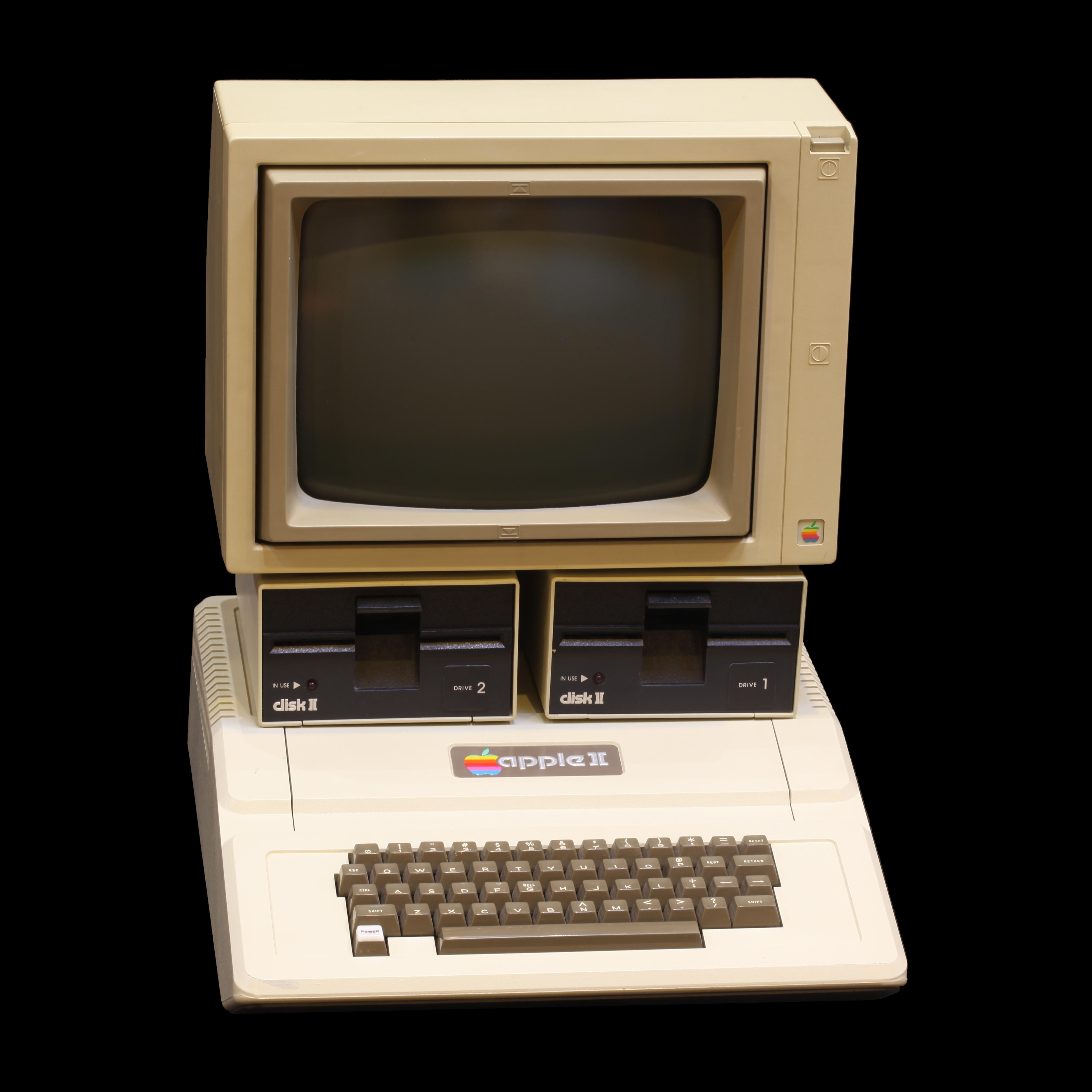
جهاز آبل 2

أبل II هو حاسب شخصي 8-بت، أحد أول الحاسبات الصغيرة الناجحة من فئة الإنتاج الضخم، صمم من قبل ستيف وزنياك وصنع من قبل أبل للحواسيب (والمعروفة الآن بأسم أبل) وقدم في عام 1977. وهو أول نموذج من سلسلة أبل II والتي أستمرت في الإنتاج حتى إصدار أبل IIe في نهاية نوفمبر 1993.